# Miraj Júnior
Miraj Júnior fou un estat tributari protegit a l'agència de Kolhapur i dels Estats Marathes Meridionals amb una superfície de 55 km² format per tres divisions: el primer grup tocant al districte de Dharwar, el segon al districte de Satara i el tercer tocant al districte de Sholapur (i a més quatre pobles al districte de Poona). Hi ha tres ciutats principals i 31 pobles, i la capital era la ciutat de Bhudgaon amb una población el 1901 de 3.591 habitants. La población estava formada principalment per hindús, amb dos mil musulmans i mil jainistes. El 1901 disposava d'una força de policía de 143 homes. La población era de 35.601 habitants el 1872, de 30.541 el 1881 i 35.806 el 1901.
El territori fou concedit pel peshwa maratha a Har Bhat Patwardhan, un sacerdot bramin de Kinkan, vers 1722. Va morir vers 1750 havent tingut dos fills, Balam Bhat Patwardhan i Raghunath Bhat Patwardhan; la línia va tenir continuïtat a través d'aquest segon, pare de Bramhibhoot Harbhat Buva Patwardhan, al seu torn pare de Sardar Govind Hari Patwardh que va rebre el títol de sardar del peshwa i va fundar la dinastia de Miraj. El seu fill Vaman Rao va derrotar a Haidar Ali però va morir el 1775 i el va succeir seu germà Pandurang Rao Patwardhan mort el 1777. El va succeir el seu fill gran Harihar Rao que va morir amb uns 17 anys el 1782 i el tron va passar al seu germà Chintaman Rao Patwardhan conegut com a Appa Sahib, que va governar fins a la seva mort el 1801. En aquest any, en campanya, va córrer el rumor de la seva mort, i el seu oncle Gangadhar Rao Patwardhan es va proclamar raja. Quan Chintaman va retornar, va abandonar l'estat emportant-se només un ídol de Ganesha, i va fundar una nova capital pel seu estat, que fou Sangli.
Miraj va quedar formalment segregat de Sangli el 1808. El 1820, a la mort de Gangadhar, i amb aprovació del govern britànic, Miraj es va dividir en quatre parts amb el servei de cavalleria (establert prèviament per tot l'estat) repartit proporcionalment entre els quatre. Una de les parts es va extingir el 1842 i una altra el 1845 i per la doctrina del lapse van passar al govern britànic. Les altres dues parts van restar i foren conegudes com a Miraj Sènior i Miraj Júnior.

## Llista de rages
- Madhav Rao I 1820-1845
- Lakshman Rao I 1845-1876
- Harihar Rao 1876-1877
- Lakshman Rao II "Abna Sahib Patwardhan" 1877-1899
- Madhav Rao II Harihar Rao "Baba Sahib Patwardhan" 1899-1948 
  - Parbati Bai Sahiba, rani regent 1899-1909